# Mitreo delle Sette Sfere
Il Mitreo delle Sette Sfere (II,VIII,6) era un mitreo, luogo di culto del mitraismo, che si trovava nella regio II della città romana di Ostia.

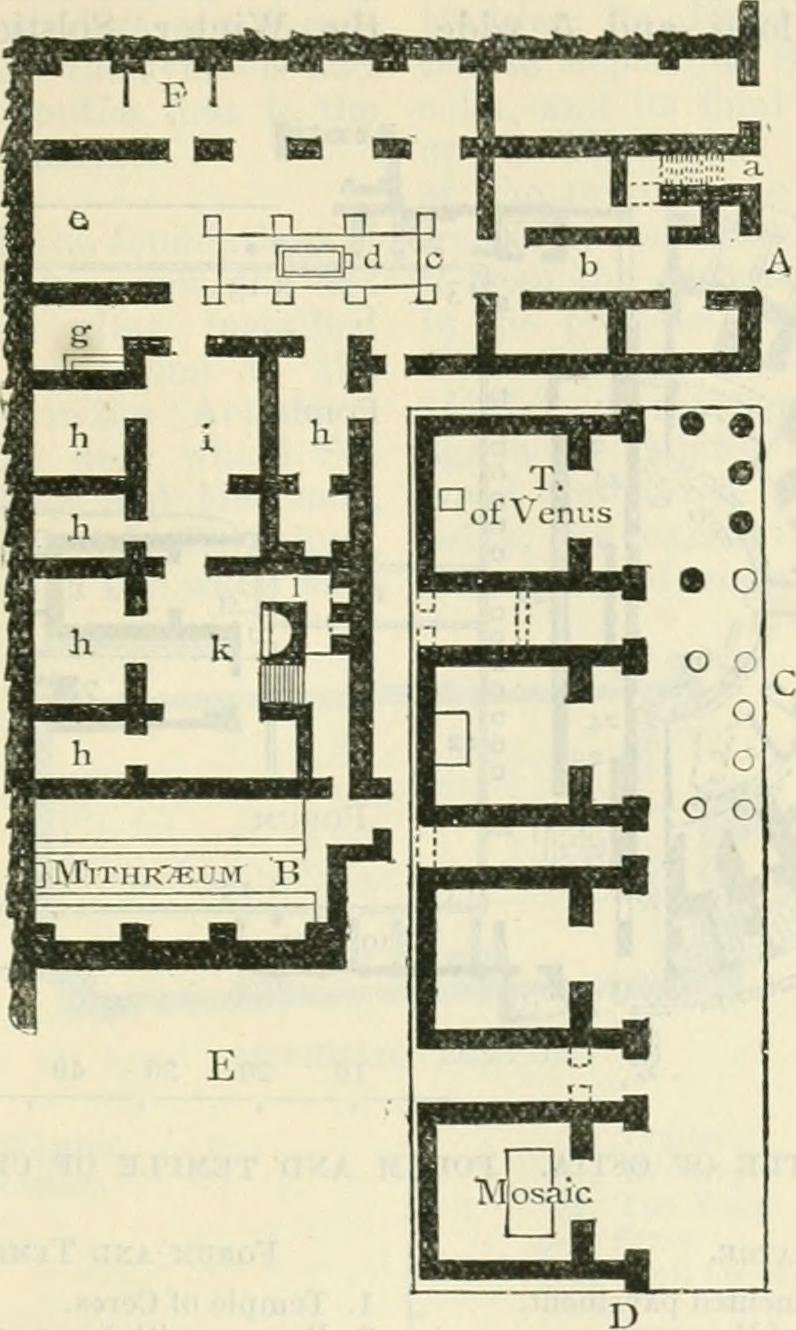
Planimetria del Mitreo delle Sette Sfere e dei contigui Quattro Tempietti, e Domus di Apuleio

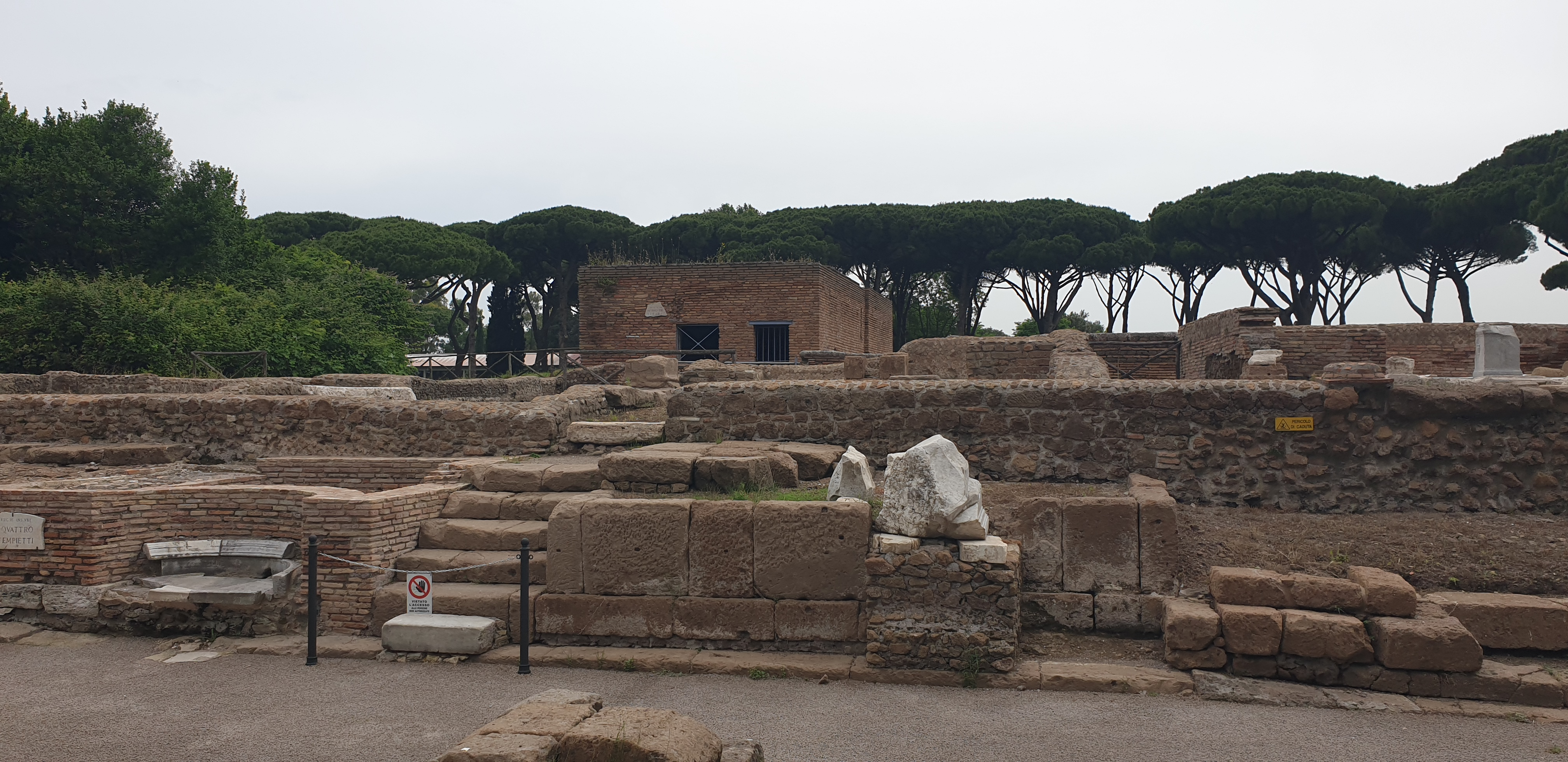
Mitreo sullo sfondo dei podi dei Quattro Tempietti

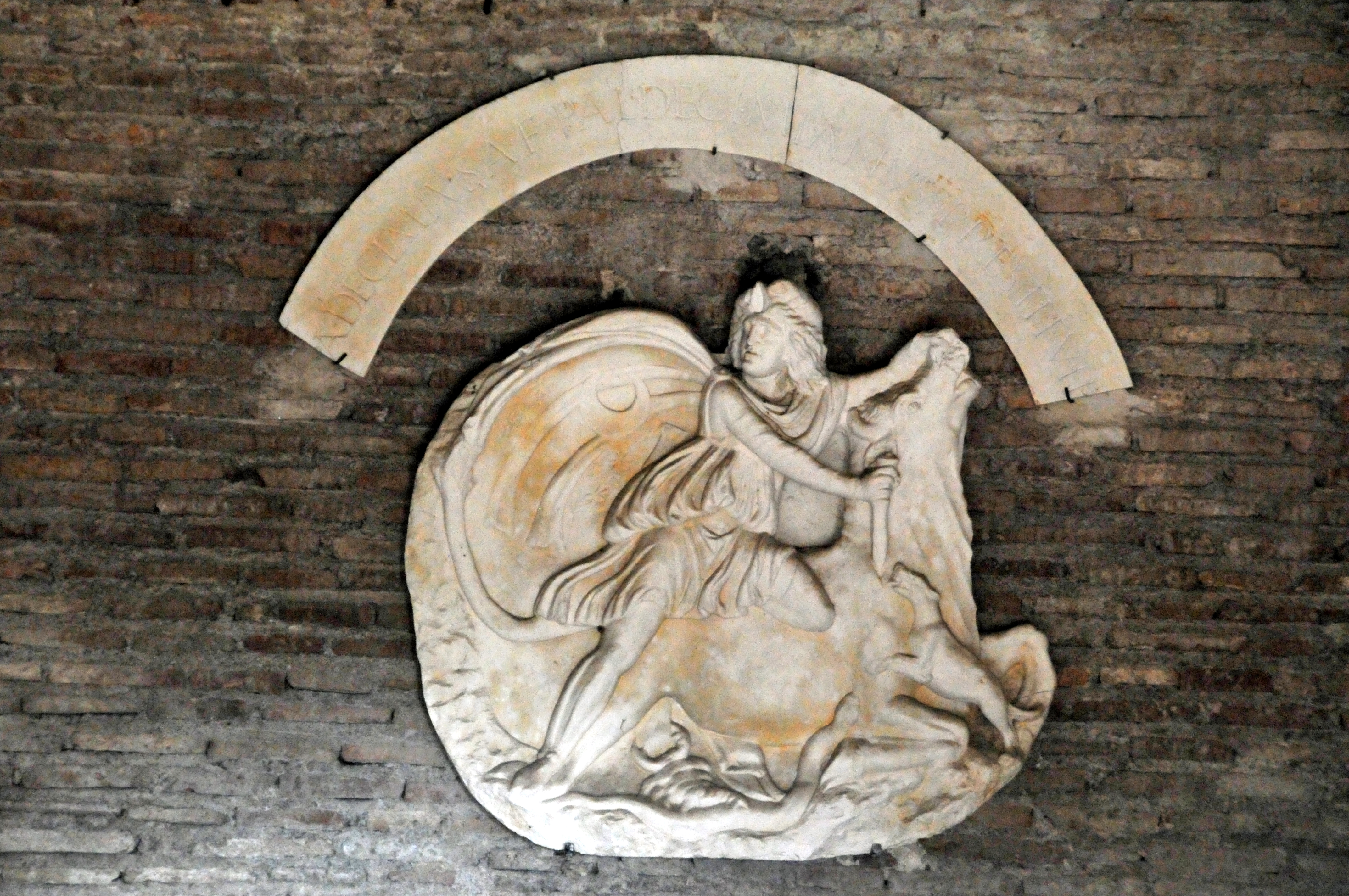
Il dio Mitrea che uccide il toro

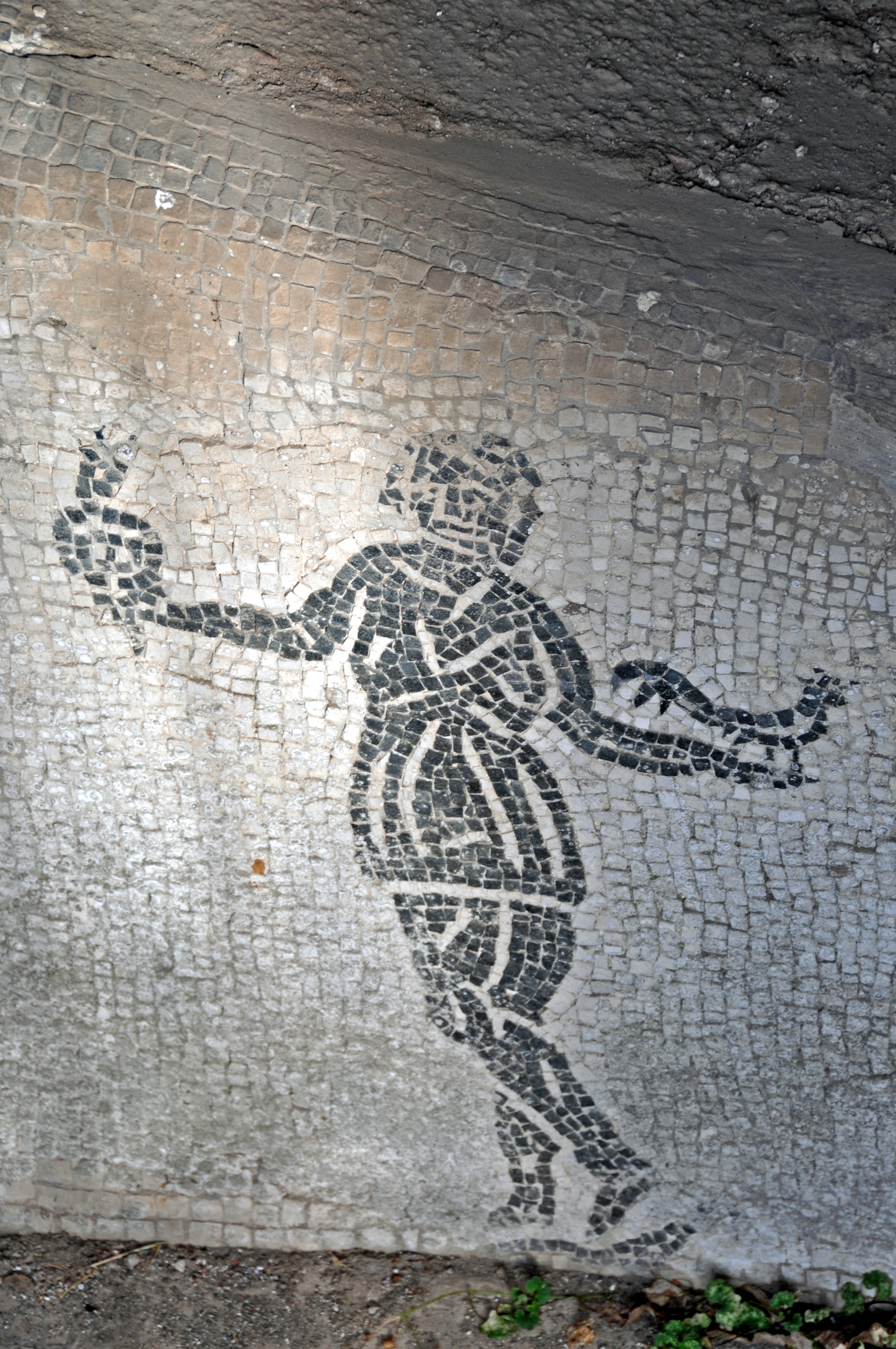
Dettaglio del mosaico con raffigurata Cautes

## Descrizione
Il mitreo, così chiamato per il disegno di sette archi simboleggianti le porte di accesso alle sfere celesti, si trova poco distante dal grande teatro di Ostia, confinando a sud con i Quattro Tempietti repubblicani (II,VIII,2), ad ovest con un caseggiato (II,VIII,7), e a est con la Domus di Apuleio (II,VIII,5).
Si discute ancora se il mitreo scavato nel 1866 da Rodolfo Lanciani, sia lo stesso di quello scavato da Giuseppe Petrini tra il 1802 e il 1806 su decisione di papa Pio VII, di cui restano quattro iscrizioni conservate nei musei Vaticani.
Del santuario oggi visibile, solo la parte inferiore è antica, edificata in opus latericium a cavallo tra il I e II secolo d.C., dato che la parte superiore è stata aggiunta in epoca moderna per proteggere i mosaici. Le misure interne sono 11,20 x 4,37, l'ingresso è decentrato e lungo le pareti laterali ci sono le solite banchine, che potrebbero aver ospitato circa 32 persone. Due piccoli altari in travertino sono incastonati negli angoli della parte anteriore delle panche e un podio in muratura è posto sulla parete di fondo.
Il mitreo è di grande importanza per la comprensione del culto, a causa dei suoi mosaici in bianco e nero,  presenti orizzontalmente e verticalmente sulle panche; in orizzontale sono rappresenti i simboli dei 12 segni zodiacali, mentre in verticale i simboli dei sei pianeti simboli del mitraismo, creando così una corrispondenza tra le due serie, oggetto di discusse interpretazioni.
Sul pavimento, tra le panche, ci sono sette archi di mosaico nero, che hanno dato al santuario il suo nome moderno, e che per qualche ragione toccano la panca sinistra, ma non quella destra. Secondo l'interpretazione più accettata, sono considerate le sette porte del cielo attraverso le quali dovevano passare le anime.

## Iscrizioni
Le iscrizioni sono conservate ai musei Vaticani:
```
in
 
latino
 
 A(ulus) DECIMIVS A(uli) F(iulius) PAL(atina) DECIMIANVS S(ua) P(ecunia) RESTITVIT 
, "Aulo Decimio Decimiano, figlio di Aulo, della tribù dei Palatini, lo ha restaurato a proprie spese."
```

```
in
 
latino
 
 A(ulus) DECIMIVS A(uli) FIL(ius) PAL(atina) DECIMIANVS AEDEM / CVM SVO PRONAO IPSVMQVE DEVM SOLEM MITHRA / ET MARMORIBVS ET OMNI CVLTV SVA P(ecunia) RESTITVIT  
, "Aulo Decimio Decimiano, figlio di Aulo, della tribù Palatina, il tempio con il suo vestibolo e il dio stesso, il Sole Mitra, e con i marmi e tutte le decorazioni, ha restaurato a sue spese."
```

Infine il mosaico pavimentale reca le due identiche iscrizioni:
```
in
 
latino
 
 L(ucius) TVLLIVS AGATHO / DEO INVICTO SOLI / MITHRAE ARAM D(ono) D(edit) / EANQVE DEDICAVIT OB / HONORE(m) DEI M(arco) AEMILIO / EPAPHRODITO PATRE 
, "Lucio Tullio Agatone, all'invincibile dio Sol Mitra donò l'altare e lo dedicò in onore del dio, con Marco Emilio Epafrodito come padre."
```

```
in
 
latino
 
 M(arco) AEMILIO / EPAPHRODITO / PATRE ET SACERDOTE 
, "Marcus Aemilius Epaphroditus era padre e sacerdote."
```